# Piet Kaan

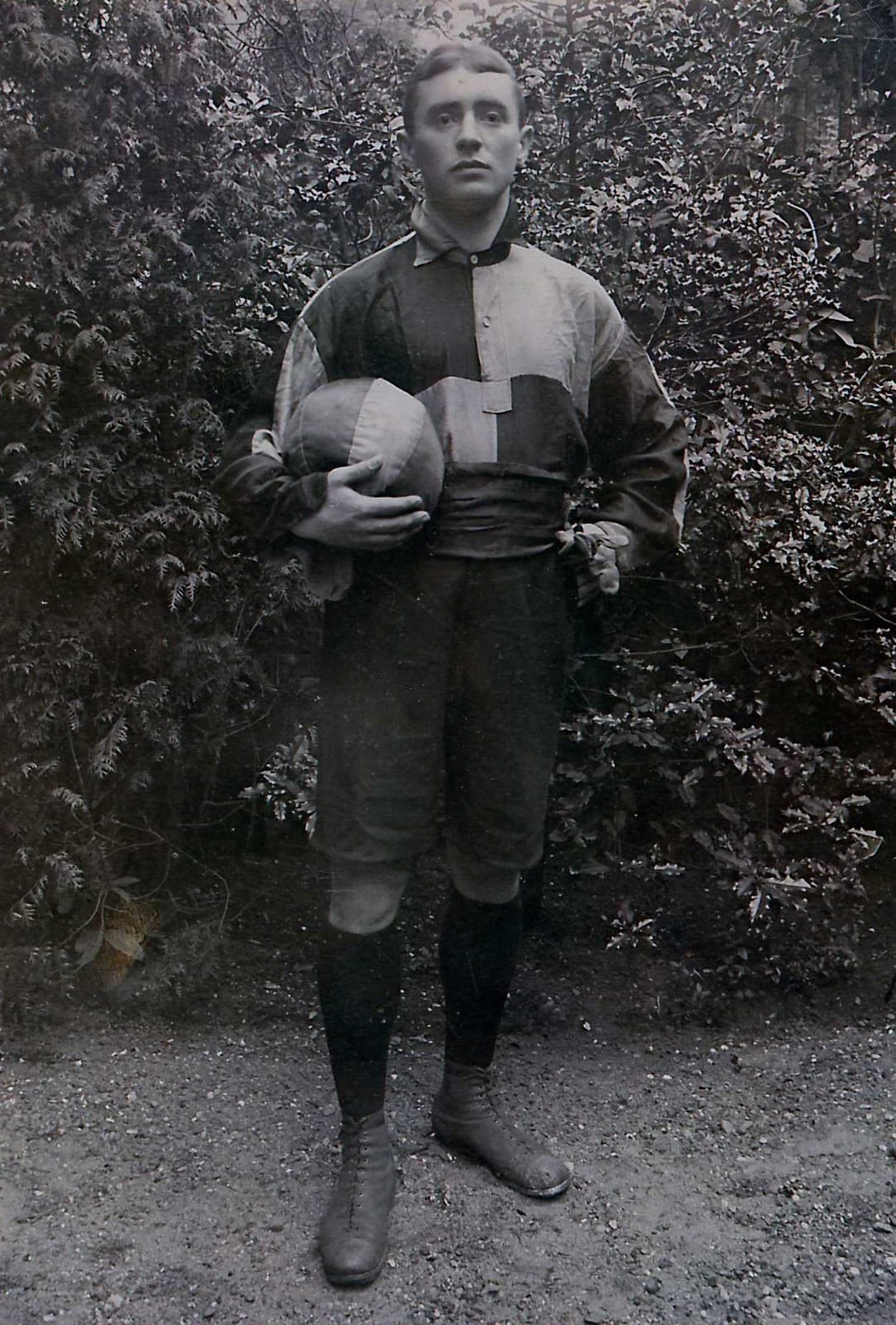
Keeper Piet Kaan

Pieter Johannes (Piet) Kaan (Purmerend, 22 december 1882 - Zwolle, 13 april 1950) was een Nederlands voetballer die speelde als doelman. Hij kwam tussen 1901 en 1907 uit voor Vitesse.
In januari 1907 verliet doelverdediger Kaan Vitesse, waarbij hij lovende woorden sprak over zijn club:

"U heb ik lief, zwart-geel gekleurden,
Met wien ik altijd heb gespeeld
 Tot blossen onze wangen kleurden,
Als vreugde of glorie werd gedeeld,
Met u trok ik naar menig strijdperk,
Verdedigde dan trouw het doel,
Van Arnhem's voetbalclub "Vitesse"."